# Salinèla
Salinèla (en francès Salinelles) és un municipi francès situat al departament del Gard i a la regió d'Occitània.